# Царик Григорій Якович

Новатори заводу «Арсенал» ім. В. І. Леніна, Герої Соціалістичної Праці (зліва направо): Г. Я. Царик, В. П. Філіпов, М. Г. Павленко. 1966 р.

Могила Григорія Царика

Ца́рик Григо́рій Я́кович (12 січня 1909, селище Лісняки, тепер частина міста Яготина Яготинського району Київської області — 30 червня 1974, місто Київ) — український токар-інструментальник київського заводу «Арсенал», новатор виробництва. Депутат Верховної Ради УРСР 2—8-го скликань (1947–1974). Член Президії Верховної Ради УРСР 6—7-го скликань. Заслужений раціоналізатор УРСР (1962), Герой Соціалістичної Праці (15.06.1964).

## Біографія
Народився в бідній родині в селі під Яготином. Трудову діяльність розпочав у 1922 році учнем токаря механічної майстерні. З 1927 року працював на Київському заводі «Арсенал» токарем-інструментальником.
З 1930 по 1932 рік служив у Червоній армії.
Член ВКП(б) з 1932 року.
З 1932 року знову працював токарем-інструментальником на Київському заводі «Арсенал». У роки німецько-радянської війни, коли завод «Арсенал» був евакуйований до РРФСР, Григорій Царик щодня виконував норми на 600%. Комуністична пропаганда називала його «одним з перших стахановців у Києві», потім — організатор шкіл передових методів праці.
Делегат десяти з'їздів КПРС і КПУ, сім термінів був депутатом Верховної Ради УРСР.
Жив у Києві. Помер 30 червня 1974 року. Похований в Києві на Байковому кладовищі (ділянка № 7).
У 1974–2023 роках на честь Григорія Царика було названо вулицю в Києві.

## Нагороди
- Герой Соціалістичної Праці (15.06.1964)
- два ордени Леніна (17.06.1961, 15.06.1964)
- орден Жовтневої Революції (26.04.1971)
- орден Трудового Червоного Прапора (18.01.1942)
- медалі
- Заслужений раціоналізатор Української РСР (1962)
- Почесна грамота Президії Верховної Ради Української РСР (20.01.1969)